# Kuovttaskaisa
Kuovttaskaisa är ett berg i Finland.  Det ligger i Enontekis i landskapet Lappland, i den norra delen av landet, 1 000 km norr om huvudstaden Helsingfors. Toppen på Kuovttaskaisa är 1 202 meter över havet, eller 191 meter över den omgivande terrängen. Bredden vid basen är 3,2 km.
Terrängen runt Kuovttaskaisa är huvudsakligen lite kuperad.  Trakten runt Kuovttaskaisa är nära nog obefolkad, med mindre än två invånare per kvadratkilometer. Det finns inga samhällen i närheten. Trakten runt Kuovttaskaisa består i huvudsak av gräsmarker.